# جان تایلر مورگان
جان تایلر مورگان (به انگلیسی: John Tyler Morgan) سناتور سابق عضو حزب دموکرات ایالات متحده آمریکا بود. وی در سال ۱۸۷۷ تا ۱۹۰۷ میلادی سناتور ایالت آلاباما در سنای ایالات متحده آمریکا بود.